# Lunar (computerspelserie)
Lunar is een computerspelserie van rollenspellen ontwikkeld door Game Arts en uitgegeven door Working Designs, Ubisoft en Xseed Games.
De eerste spellen in de reeks, genaamd The Silver Star en Eternal Blue, werden uitgebracht voor de Sega Mega-CD. Later werden deze in verbeterde versie in Japan uitgebracht voor de Sega Saturn. Deze verbeterde versies zijn ook omgezet naar de PlayStation. Het eerste spel is ook omgezet naar Windows, en werd later aangepast voor een Game Boy Advance-versie en PlayStation Portable-versie.
Een spel met afwijkend verhaal, genaamd Lunar: Walking School voor de Game Gear, werd ook in verbeterde vorm uitgebracht voor de Saturn.
In 2005 creëerde ontwikkelaar Game Arts in samenwerking met uitgever Ubisoft een nieuw Lunar-spel, genaamd Lunar Genesis, voor de Nintendo DS. Het spel heeft een nieuw verhaal en speelt zich af vóór de gebeurtenissen van het eerste spel. Een jaar later is het uitgebracht in Europa en Noord-Amerika.

## Spellen in de reeks

### Hoofdserie
| Jaar | Naam                              | Platform            | Opmerkingen |
| ---- | --------------------------------- | ------------------- | --- |
| 1992 | Lunar: The Silver Star            | Mega-CD             | -Geporteerd naar de Saturn in 1996, de PlayStation in 1998 en Windows in 1999 -Verbeterde remakes werden als basis gebruikt voor verdere ports in 2002, 2009 en 2012 |
| 1994 | Lunar: Eternal Blue               | Mega-CD             | Geporteerd naar de Saturn in 1998 en PlayStation in 1999 |
| 1996 | Lunar: Silver Star Story Complete | Saturn, PlayStation | Port van Lunar: The Silver Star |
| 1998 | Lunar 2: Eternal Blue Complete    | Saturn, PlayStation | Port van Lunar: Eternal Blue |
| 2002 | Lunar Legend                      | Game Boy Advance    | Port van Lunar: The Silver Star |
| 2009 | Lunar: Silver Star Harmony        | PSP                 | Port van Lunar: The Silver Star |
| 2012 | Lunar: Silver Star Story Touch    | iOS                 | Port van Lunar: The Silver Star |

### Spin-offs
| Jaar | Naam                    | Platform  | Opmerkingen |
| ---- | ----------------------- | --------- | --- |
| 1996 | Lunar: Samposuru Gakuen | Game Gear | Nooit buiten Japan uitgebracht |
| 1997 | Magic School Lunar!     | Saturn    | Nooit buiten Japan uitgebracht |
| 2006 | Lunar Genesis           | DS        | -In de VS uitgebracht als Lunar: Dragon Song -Eerste Lunar-spel dat in Europa is uitgebracht -Qua verhaal chronologisch het eerste |